# 朱門優
朱門 優（しゅもん ゆう、9月3日 - ）は、日本のシナリオライター、プロデューサー、ディレクター、ライトノベル作家。
埼玉県新座市出身。血液型はO型。MEPHISTO代表。2011年9月からフリー。趣味は資料集めや散歩。
愛称は「お朱門ちゃん」。

## 来歴
元々は漫画家志望であったが、病気で断念せざるを得なくなり、一念発起して文章書きを目指す。
2001年、自身が企画した『蜜柑』でシナリオライターとしてデビュー。
2008年には、一迅社文庫創刊ラインナップの一人として小説家としてもデビューを果たす。

## 作品リスト

### ゲーム
- 蜜柑（シーズウェア、2001年11月22日）
- 黒と黒と黒の祭壇〜蟲毒〜（シーズウェア、2002年5月24日）
- めぐり、ひとひら。（キャラメルBOX、2003年9月26日）
- いつか、届く、あの空に。（Lump of Sugar、2007年1月26日）
- きっと、澄みわたる朝色よりも、（propeller、2009年7月24日）
- 天使の羽根を踏まないでっ（mephisto、2011年7月29日）

### 小説
一迅社文庫
- ある夏のお見合いと、あるいは空を泳ぐアネモイと。（2008年5月20日）
- ある秋の卒業式と、あるいは空を見上げるアネモイと。（2010年4月20日）

富士見ファンタジア文庫
- ゾディアック・ウィッチーズ 十二星座の魔女（全2巻 2013年6月20 - 2013年10月19日）
- 修理屋さん家の破壊神（全1巻 2014年6月20日）

雑誌掲載
- その階段を見上げた先に、（短期集中連載：『TECH GIAN』2009年8〜10月号掲載）
- お嬢様とじいの建国日誌（『BLACK PAST増刊号 ビジュアルノベルの星霜圏』掲載）

### ドラマCD
- きっと、澄みわたる朝色よりも、×月×日（×）主人公争奪戦！！と思わせていつものグダグダなトーク〜と思わせて壮大な実験なような気がしないでもない、の巻（propeller、2009年8月14日）